# Yusuf Hikmet Bayur

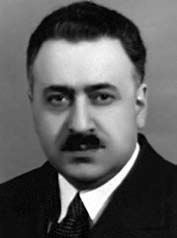
Yusuf Hikmet Bayur

Yusuf Hikmet Bayur, auch Yusuf Hikmet Bayur'a Armağan (* 1891 in Istanbul; † 6. März 1980 ebenda), war ein türkischer Historiker, Diplomat und Politiker.

## Leben
Hikmet Bayur, Enkel von Mehmed Kâmil Pascha, absolvierte das Galatasaray-Gymnasium und beendete sein Studium an der Universität Paris (Sorbonne). Er wurde Direktor des Politischen Ausschusses des türkischen Außenministeriums, 1923 Botschaftsrat in London, 1925 Botschafter in Belgrad und 1928 in Kabul.
Vom 27. Oktober 1933 bis zum 8. Juli 1934 war er Bildungs- und Erziehungsminister der Türkei. Er wurde zudem Abgeordneter für Manisa in der vierten (Zwischenwahl), fünften, sechsten, siebten, zehnten und elften Legislaturperiode.
Seit 1945 war er Professor an der Universität Ankara; im Jahre 1946 wurde er Mitglied der Demokratischen Partei. Einer seiner Schüler war der Historiker Halil İnalcık. 1948 gründete er die Millet Partisi als Abspaltung der Demokratischen Partei, die er bis 1950 leitete.
Nach dem Völkermord an den Armeniern hatte Innenminister Mustafa Arif Deymer im Dezember 1918 eine Regierungskommission gebildet, welche jene vom Komitee für Einheit und Fortschritt angeordneten Ereignisse untersuchen sollte. Am 18. März 1919 stellte die Kommission fest, dass ihrer Ansicht nach 800.000 Armenier während des Ersten Weltkriegs umkamen. Diese Angabe hielt Yusuf Hikmet Bayur, wie auch andere türkische Historiker, für verlässlich.
Er war verheiratet und wurde nach seinem Tod 1980 im Edirnekapı Şehitliği begraben.